# Hemibungarus calligaster
Hemibungarus calligaster — вид змій родини аспідових (Elapidae). Ендемік Філіппін.

## Поширення і екологія
Hemibungarus calligaster мешкають на островах Лусон і Міндоро. Вони живуть у вологих тропічних лісах, трапляються на плантаціях і рисових полях. Зустрічаються на висоті до 900 м над рівнем моря.